# Rokytka (přítok Rokytné)
Rokytka, nazývaná též Jaroměřička, je potok, pravostranný přítok řeky Rokytné v Kraji Vysočina. Délka jejího toku činí 22,5 km. Plocha povodí měří 97,8 km².

## Průběh toku
Rokytka pramení v nadmořské výšce 535 m n. m. severovýchodně od Štěpkova, severně od kopce Okrouhlík (539 m n. m.). Přes rybník Partyzánský a Pivovarský teče na východ do Domamile. Za Litohoří přijímá vody Jakubovky. Rybníkem Nový u Háje pokračuje do Moravských Budějovic. Tam se otáčí na severovýchod. Za Lukovem klesá její koryto na 435 m n. m. To už přijala vody Vícenického potoka. Dál protéká Bohušicemi a ve svém závěrečném úseku před Jaroměřicemi a spojením s Rokytnou míjí strmé stráně jaroměřického Hradiska. Do Rokytné ústí v nadmořské výšce 420 m n. m.

### Větší přítoky
- levé – Podhorský potok, Jakubovka, Vícenický potok
- pravé – Vranínský potok

## Vodní režim
Průměrný průtok u ústí do Rokytné činí 0,31 m³/s.